# Marché de Vinohrady
Le marché de Vinohrady (en tchèque : Vinohradská tržnice), est un marché couvert de Prague. Appelé Pavillon depuis 1994, c'est un bâtiment historique du début du XXe siècle situé dans le quartier pragois de Vinohrady.

## Histoire
Une usine de machines de moulin se trouvait à l'origine sur le site du marché. La ville de Královské Vinohrady, qui n'a été intégrée à la Grande Prague qu'en 1922, a fait construire par l'architecte Antonín Turk un marché couvert d'une centaine d'étals pour la vente de nourriture. Le bâtiment moderne, ouvert en 1903, combinant des parties en briques avec un toit sur une structure en treillis d'acier, était équipé de la climatisation.
Le marché a été fermé dans les années 1980 et incendié en 1986. Grâce au Club pour le vieux Prague, la démolition a été évitée et le bâtiment a été déclaré monument culturel. Le bâtiment est alors adapté en grand magasin. Après la reconstruction, une boutique spécialisée dans le mobilier design moderne a été ouverte ici lors de l'exposition Designblok en 2013. La reconstruction a reçu le prix de la boutique de l'année Czech Grand Design.

## Liens

### Littérature
- ARIES, Lukáš, éd. et VALCHÁŘOVÁ, Vladislava, éd. Prague industrielle : bâtiments techniques et architecture industrielle de Prague : un guide. 2., diff. éd. A Prague : Université technique tchèque, ©2007. 303 p.  (ISBN 978-80-01-03586-3) . Chapitre 6 : Vinohrady, Vršovice, p. 134, n° 168.